# アリー・モレナー・レーシング
アリー・モレナー・レーシング ( Arie Molenaar Racing ) は、かつてロードレース世界選手権に参戦していたオランダのレーシングチーム。1994年から2010年までの17年間、125ccクラスを主戦場に活動し、青木治親のライディングにより2度のワールドタイトルを獲得した。

## チームの概要
オランダ出身のアリー・モレナー ( Arie Molenaar, 1965年 - ) がオーナー。彼は、父親のアリー・モレナー(同姓同名)が創業したバイクショップ「アリー・モレナー・モータース」の経営に携わりながら、1994年より自らのチームをロードレース世界選手権に参戦させた。日本では青木三兄弟のうち宣篤、治親、そして沼田憲保が所属していたチームとしてその名を知られる。

## チームの歴史
アリー・モレナー・レーシングは1994年よりロードレース世界選手権125ccクラスに参戦を開始した。初年度はオランダのベテランライダー、ハンス・スパーンをライダーに迎えた。この年が現役最後のシーズンとなったスパーンは、翌年からはチーフメカニックとしてチームに参加することになった。
1995年には125ccクラスにGP2年目の青木治親が移籍。治親はシーズン7勝を挙げ、自身・チーム初となるワールドチャンピオンに輝いた。初参戦となった250ccクラスでは治親の2つ上の兄の青木宣篤をライダーに迎え、宣篤はシリーズランキング6位となった。翌1996年も青木兄弟の2クラス参戦の体制が続き、治親は見事タイトル2連覇を果たし、宣篤はシリーズ7位となった。
1997年からはマシンをそれまでのホンダから、ワークス参戦を開始したスズキのRGV‐Γ250に変更した。同マシンの開発を手がけてきた沼田憲保をエースライダーに2シーズンを戦ったが、マシンの性能が芳しくなく、満足な成績は残せなかった。また1997年のオーストラリアGPでは、のちにスーパーバイク世界選手権チャンピオンとなるトロイ・ベイリスがワイルドカード枠でチームからGPデビューを果たし、非力なマシンながら6位に入賞する活躍を見せた。
2000年にはユルゲン・ファン・デン・グールベルクをライダーに迎え、チームは最高峰500ccクラスに初参戦を果たした。ホンダ・NSR500Vをベースにテクニカル・スポーツ製のフレームを搭載したマシンでシリーズランキング13位に入り、ベストプライベーター賞を獲得した。2001年はグールベルクに代わって青木治親がチームに復帰し、NSR500Vを駆ってシリーズ17位に入り、2年連続となるベストプライベーター賞をチームにもたらした。
2002年はチームは最高峰クラスから撤退し、治親は250ccクラスでRS250RWの開発を兼ねてシーズンを戦い、シリーズランキングでは14位となった。
2003年は女性ライダーのカーチャ・ペンスゲンを迎え250ccクラスを戦ったが、ノーポイントに終わった。2004年と2005年は250ccクラスにチェコのヤコブ・シュムルツ、125ccクラスに地元オランダのレイモンド・スカウテンの体制で戦ったが、両クラスとも成績は低迷した。
2007年からチームは125ccクラスに集中することになった。人材派遣会社のデグラーフがメインスポンサーに就き、エントリー名は「デグラーフ・グランプリ」となった。2008年にはケニー・ロバーツの支援を受けたアメリカ人ライダーのスティービー・ボンセーがシリーズ15位の成績を残した。
2009年はチーム在籍3年目となるイギリスのダニー・ウェブと、KTMから移籍してきたスイスのランディ・クルメナッハがファクトリースペックのアプリリア・RSA125を駆ってシーズンを戦った。
2010年シーズンはスイスの建設会社であるスティパがメインスポンサーに就き、チーム名は「スティパ・モレナー・レーシングGP」となった。チーム2年目のクルメナッハのチームメイトは当初クエンティン・ジャケが務めたが、3戦目からはルイス・サロムに交代となった。クルメナッハは全17戦中15戦でポイントを獲得して年間ランキング9位を記録、サロムもランキング12位に入る活躍を見せた。
2011年はサロムが残留し、チームメイトには新たにオランダのジャスパー・イウェマが加入する予定だったが、このシーズンから地元オランダでのMotoGPの放送が無くなってしまったことからスポンサーに降りられてしまい、資金難に陥ったモレナー・レーシングは活動停止を余儀なくされた。なおサロムは旧チームスタッフの一部により新規結成された「RWレーシングGP」チームから、イウェマはイタリアのフォンタナ・レーシングから継続参戦できることとなった。

## チームの戦績
| シーズン | クラス | マシン             | ライダー                             | 出走 | ポイント | シリーズ順位 |
| -------- | ------ | ------------------ | ------------------------------------ | ---- | -------- | ------------ |
| 1994年   | 125cc  | ホンダ・RS125      | ハンス・スパーン                     | 14   | 0        | -            |
| 1995年   | 125cc  | ホンダ・RS125      | 青木治親                             | 13   | 224      | 1位          |
| 1995年   | 250cc  | ホンダ・NSR250     | 青木宣篤                             | 13   | 105      | 6位          |
| 1996年   | 125cc  | ホンダ・RS125      | 青木治親                             | 15   | 220      | 1位          |
| 1996年   | 250cc  | ホンダ・NSR250     | 青木宣篤                             | 15   | 105      | 7位          |
| 1997年   | 250cc  | スズキ・RGV‐Γ250   | 沼田憲保                             | 14   | 55       | 12位         |
| 1997年   | 250cc  | スズキ・RGV‐Γ250   | ジェイミー・ロビンソン               | 13   | 18       | 22位         |
| 1997年   | 250cc  | スズキ・RGV‐Γ250   | トロイ・ベイリス                     | 1    | 10       | 27位         |
| 1998年   | 250cc  | スズキ・RGV‐Γ250   | 沼田憲保                             | 14   | 52       | 16位         |
| 1998年   | 250cc  | スズキ・RGV‐Γ250   | ヨハン・シュティグフェルト           | 13   | 22       | 21位         |
| 1999年   | 250cc  | TSR                | ヤルノ・ヤンセン                     | 16   | 2        | 30位         |
| 1999年   | 250cc  | TSR                | モーリス・ボルベルク                 | 9    | 0        | -            |
| 2000年   | 250cc  | TSR                | ヤルノ・ヤンセン                     | 16   | 4        | 33位         |
| 2000年   | 500cc  | TSR                | ユルゲン・ファン・デン・グールベルク | 16   | 85       | 13位         |
| 2001年   | 500cc  | ホンダ・NSR500V    | 青木治親                             | 14   | 33       | 17位         |
| 2002年   | 250cc  | ホンダ・RS250RW    | 青木治親                             | 16   | 58       | 14位         |
| 2002年   | 250cc  | ホンダ・RS250      | ヤルノ・ヤンセン                     | 9    | 0        | -            |
| 2002年   | 250cc  | ホンダ・RS250      | ヤコブ・シュムルツ                   | 5    | 1        | 36位         |
| 2003年   | 250cc  | ホンダ・RS250      | カーチャ・ペンスゲン                 | 10   | 0        | -            |
| 2003年   | 250cc  | ホンダ・RS250      | ヤコブ・シュムルツ                   | 1    | 2        | 14位         |
| 2003年   | 250cc  | ホンダ・RS250      | ヘンク・ファン・デ・ラグマット       | 16   | 0        | -            |
| 2004年   | 125cc  | ホンダ・RS125      | レイモンド・スカウテン               | 15   | 0        | -            |
| 2004年   | 250cc  | ホンダ・RS250      | ヤコブ・シュムルツ                   | 16   | 20       | 20位         |
| 2005年   | 125cc  | ホンダ・RS125      | レイモンド・スカウテン               | 10   | 0        | -            |
| 2005年   | 250cc  | ホンダ・RS250      | ヤコブ・シュムルツ                   | 16   | 19       | 20位         |
| 2006年   | 125cc  | ホンダ・RS125      | ジョーイ・リットジェーン             | 15   | 0        | -            |
| 2006年   | 250cc  | ホンダ・RS250      | アルノー・ヴァンサン                 | 11   | 14       | 22位         |
| 2006年   | 250cc  | ホンダ・RS250      | アレッサンドロ・ブランネッティ       | 3    | 0        | -            |
| 2007年   | 125cc  | ホンダ・RS125      | ジョーイ・リットジェーン             | 15   | 0        | -            |
| 2007年   | 125cc  | アプリリア・RSW125 | ダニー・ウェブ                       | 17   | 3        | 26位         |
| 2008年   | 125cc  | アプリリア・RS125  | ヒューゴ・ファン・デン・ベルク       | 17   | 1        | 35位         |
| 2008年   | 125cc  | アプリリア・RSW125 | ダニー・ウェブ                       | 15   | 35       | 19位         |
| 2008年   | 125cc  | アプリリア・RSW125 | スティービー・ボンセー               | 17   | 46       | 15位         |
| 2009年   | 125cc  | アプリリア・RSA125 | ダニー・ウェブ                       | 15   | 38.5     | 17位         |
| 2009年   | 125cc  | アプリリア・RSA125 | ランディ・クルメナッハ               | 16   | 32       | 21位         |
| 2010年   | 125cc  | アプリリア・RSA125 | ランディ・クルメナッハ               | 17   | 113      | 9位          |
| 2010年   | 125cc  | アプリリア・RSA125 | クエンティン・ジャケ                 | 2    | 0        | -            |
| 2010年   | 125cc  | アプリリア・RSA125 | ルイス・サロム                       | 15   | 72       | 12位         |